# RLogin
RLogin（アールログイン）は、Culti (kmiya@culti) が開発・公開している、Windows用端末エミュレータである。Windows XP/7/10 で動作し、実行プログラムは32ビット版と64ビット版の双方が用意されている。
対応プロトコルはrlogin、telnet、SSH1/2、シリアル接続など幅広くサポートしている。タブ形式での接続が可能であり、柔軟な画面分割も行える。文字コードはEUC/SJIS/ASCII/UTF-8をサポートする。
バージョン2.22.5以降、ソースコードはGitHubで公開されている。

## 歴史
RLoginは1998年の開発から始まる20年来のソフトウェアであり、定番端末エミュレータ (Tera Term, PuTTY, Poderosa) のいいとこ取りをした統合的な端末ソフトに仕上がっている。実行プログラムはPuTTYと同様、EXEファイル1つのみとなっている。

## セキュア通信
SSH1&2に対応し、下記の機能を保有する。
- コンソール接続
  - パスワード認証
  - キーボード・インタラクティブ認証
  - 公開鍵認証
- SFTPによるファイル転送ダイアログ
- ポートフォワード
- エージェント転送
- キープアライブ
- 認証キーの作成

## タブと画面分割
RLoginは、モダンなソフトウェアでは定番のタブ接続機能を有する。タブはスレッドで制御されるため、全体としてRLoginのプロセス (RLogin.exe) は1つである。タブ間の切り替えは "CTRL + TAB" もしくはマウスクリックで行う。
また、画面の縦横分割や画面の複写機能を持つ。
なお、タブを画面外へドロップし、新しいウィンドウとして独立させることはできない。
- 「ファイル」「サーバーに接続」もしくは「サーバー情報を開く」にて開いたウィンドウ
- 「ウィンドウ」「別ウィンドウを開く」で開いたウィンドウ
- 各ウィンドウ右端スクロールバー上部の分割バーをドラッグして分割したウィンドウ
- タブバー上にマウスを2秒以上置くと表示されるウィンドウ

## ファイル送信
以下のファイル送受信をサポートする。設定により、エクスプローラから端末画面へのドラッグ・アンド・ドロップで、ファイルを送信することもできる。
- BPlus
- XMODEM
- YMODEM
- ZMODEM
- SCP/SFTP
- KERMIT

## ライセンス
一般的なライセンス定義の流用ではなく、独自のライセンスとなっている。使用・改変・配布に制約はなく、ソースコードは全開示されている、いわゆる自由ソフトウェアである。
利用しているライブラリとしては、OpenSSL、zlib、libiconv、nettleがある。これらライブラリはそれぞれにライセンスが異なるが、ソースコードには含まれていない。ソースコードからコンパイルする場合にはこれらを別途に用意する必要がある。
EXEファイル (RLogin.exe) にはコードサイニング証明書（オレオレ証明書）が付与されている。

## スクリプト
RLogin 2.12.3からは独自のスクリプト言語がサポートされ、接続先に対する自動運転が可能である。
```
// 

// リモートホストから特定の単語を受信すると、指定したコマンドを

// 送信するというサンプルプログラム。

// 送受信を繰り返す度に、ダイアログボックスにタイムスタンプを

// 表示する。

// 

counter
 
=
 
0
;

while
 
(
!
Document
.
Abort
)
 
{

	
ts
 
=
 
strftime
(
"%m/%d/%y %H:%M:%S
\n
"
,
 
time
());

	
counter
++
;

	
dlg
 
=
 
dialog
(
dstr
(
counter
),
 
[
 
100
,
100
,
200
,
80
 
],

	 
[

	  
[
 
"static"
,
 
[
 
10
,
10
,
200
,
20
 
],
 
ts
 
],

	 
]

	
);

	
dlg
.
open
();

	
dlg
.
center
();

	
dlg
.
show
(
1
);

	
switch
 
(
swait
(
0
,
 
"Shell"
))
 
{

	
case
 
(
-1
):

		
break
;

	
case
 
0
:

	   
swrite
(
"time
\n
"
);

	   
sleep
(
1000
);

	   
swrite
(
"date
\n
"
);

	   
break
;

	
}

	
dlg
.
close
();

}

dlg
.
close
();

```